# Rosenmontag
Rosenmontag (svenska: Rosenmåndagen) är höjdpunkten under karnevalsäsongen i länder som Schweiz, Tyskland och Österrike. Den infaller på blåmåndagen före askonsdagen i början på påskfastan.